# Fallout 3
Fallout 3 est un jeu vidéo de rôles et d'action développé et publié par la société Bethesda Softworks. Il est le troisième opus de la série principale des Fallout.
Sorti près de dix ans après Fallout 2, il marque la reprise de la licence par un nouveau studio, après la faillite d'Interplay et la dissolution de Black Isle Studios. Il en résulte deux changements majeurs : le jeu passe d'une 3D isométrique vue de dessus à une vraie 3D à la première personne, grâce au moteur de Oblivion, et se rapproche de la conception des jeux de Bethesda, plus orientés action, exploration et avec des quêtes moins complexes.

## Synopsis
Fallout 3 se déroule en l'an 2277, 30 ans après l'histoire de Fallout 2 et 200 ans après qu'une guerre nucléaire sino-américaine a dévasté le monde. Le théâtre du jeu se situe aux États-Unis, dans les alentours de Washington (alors que les deux premiers opus se déroulaient en Californie). Le personnage du joueur est un membre de l'abri 101, un abri antiatomique destiné aux habitants de l'ancienne capitale. Au début du jeu, son père disparaît dans de mystérieuses circonstances ; le superviseur de l'abri devient suspicieux quant aux motivations du personnage et ordonne sa mise à mort, le forçant à s'échapper dans la capitale dévastée à la recherche de son père.
Sur son chemin, le joueur rencontrera de nombreuses factions, disposées ou non à l'aider en fonction des décisions qu'il aura prises. Certaines de ces organisations sont connues depuis les précédents jeux, comme la Confrérie de l'acier, un groupe de survivants convoitant toutes formes de technologies, et l'Enclave, ce qui reste du gouvernement américain.
Le monde futur qui a été ravagé par la guerre nucléaire ressemble à l'avenir tel qu'on l'imaginait dans les années 1950-1960, ajoutant du rétrofuturisme à l'univers des jeux Fallout. Cependant, le look de certains personnages et notamment des raiders (qui ont parfois une crête iroquoise façon punk) fait penser aux années 1970-1980 et aux films post-apocalyptiques type Mad Max.

## Système de jeu

### Description générale
Le monde de Fallout 3 est quasi-persistant, possédant un temps avec une date et une heure qui s'écoulent, ayant une influence sur les PNJ. Hormis les créatures hostiles, la plupart des gens nommés possèdent une à plusieurs interactions. Le jeu est au choix en vue subjective ou en vue à la troisième personne, à la décision du joueur à tout moment.
Presque tous les objets sont prenables, chaque vêtement ou arme porté par un PNJ peut lui être subtilisé. Il peut arriver que certains ennemis portent une armure mais que celle-ci n'apparaisse pas dans leur inventaire, même morts. Les objets peuvent être troqués en échange d'autres, ou achetés avec la monnaie du jeu : les capsules de Nuka Cola. Le jeu possède une carte moins vaste que celle d'Oblivion, laquelle a une surface de 41 km2. Dans le centre de Washington DC, le jeu est découpé en zones, jointes à l'aide de stations de métro. Le reste de la carte tient en un seul bloc, sans temps de chargement.

### Le protagoniste
La création du personnage se déroule alors que le joueur découvre l'enfance de celui-ci. En tant qu'enfant de l'abri, le personnage reçoit un livre intitulé Vous êtes SPECIAL., où le joueur peut modifier ses sept aptitudes primaires (SPECIAL en anglais est l'acronyme de Strength, Perception, Endurance, Charisma, Intelligence, Agility, et Luck).

Plus tard, le personnage reçoit un entraînement aux armes et un PIP-Boy 3000, et la performance du joueur est testée afin de déterminer le reste des attributs. Les aptitudes et bonus sont similaires à ceux des précédents jeux : le joueur choisit trois aptitudes parmi quatorze devenant ses spécialités. Un personnage peut, au plus, arriver au niveau 20 (sauf avec le DLC Broken Steel, avec lequel le personnage peut arriver jusqu'au niveau 30). Les traits de caractère n'existent plus tels que dans les précédents Fallout : ils ont été légèrement modifiés et combinés avec les bonus ; et le joueur peut choisir un nouveau bonus après chaque gain de niveau. Le jeu comprend également un nouveau système de santé et de résistance aux radiations. Le joueur peut mesurer la radioactivité d'un objet et estimer l'effet qu'il aura sur son personnage. De plus, l'inventaire du personnage a une limite de poids, empêchant un personnage de transporter trop d'items. Quelques objets, comme les munitions d'armes, n'ont pas de poids, les développeurs ne voulant pas alourdir la gestion de l'inventaire.

### Le SVAV
Le Système de visée assistée de Vault-Tec (SVAV, VATS en anglais) joue un rôle important dans les phases de combat du jeu. En utilisant le SVAV, le combat en temps-réel est mis en pause et une vue de chaque cible en surbrillance verte peut être opérée. L'arrêt du temps permet de choisir la partie précise du corps sur laquelle on souhaite frapper afin d'infliger des blessures spécifiques. Les actions coûtent un certain nombre de points d'action (abrégés PA) relatifs à la puissance de l'arme utilisée, limitant le nombre d'actions possibles en un tour. Lors du lancement de l'action, des vues depuis différents angles de caméra sont utilisées, dans un semblant d'effet bullet time, créant un système de combat décrit par les développeurs de Bethesda comme hybride entre le combat au tour par tour et celui en temps réel.

### Les armes et armures
Une autre particularité du jeu est que les armes à feu et les armures s'usent à la longue : au fur et à mesure de l'utilisation d'une arme, son rendement de tir décroît et elle perd de la précision. Cependant, les armes usées peuvent être réparées par certains PNJ, le plus souvent commerçants, ou par le joueur lui-même s'il possède au minimum un deuxième exemplaire de l'objet à réparer. Ces réparations permettent de rendre l'arme plus fiable, plus puissante, et de plus grande valeur. Les armures et différents vêtements du jeu s'usent également lorsque le joueur est touché.
De la même façon que les armes, les armures peuvent être réparées, soit par un PNJ, soit par le joueur.
Des plans d'arme peuvent être trouvés ou achetés, et utilisés afin de créer divers appareils. En plus de s'équiper de différentes armes, le joueur peut également utiliser différents vêtements et armures pouvant avoir des effets affectant ses compétences. Les armures et vêtements viennent en deux parties principales : l'une pour la tête, l'autre pour le corps, permettant au joueur de porter différentes combinaisons de couvre-chef et d'armure, et d'augmenter une ou plusieurs compétences.

### Les coéquipiers
Un personnage peut se constituer un groupe d'au plus trois personnes, comprenant lui-même, un PNJ, et le chien Canigou. Les compagnons au nombre de huit possibles sont différents selon l'orientation morale du joueur. Tous les alliés peuvent être tués durant le jeu dans les situations dangereuses, et ne peuvent pas être ressuscités. Un seul PNJ peut voyager simultanément avec le personnage, et si celui-ci veut voyager avec un autre, le premier doit d'abord être congédié par le joueur.

### Le système de karma
Le système de karma est une fonctionnalité importante dans le jeu : les actions du joueur, dont ses conversations et ses choix de combat affectent le statut du personnage dans le monde du jeu ; un personnage agissant de manière bienveillante sera reçu de manière plus positive par les PNJ bienveillants. Un personnage malveillant sera mal vu par ces PNJ, mais il existe des factions de méchants.
Les extrêmes du karma peuvent avoir d'autres effets : un karma élevé mène les chasseurs de primes à le poursuivre et divers personnages peuvent lui donner des présents en remerciement de ses services. Des crimes peuvent également être perpétrés par un personnage, et les factions ou groupes impliquées dans ce crime peuvent être à l'écoute des actions du joueur. D'autres factions non affectées par le crime n'en sont pas conscientes ; et comme une ville est habituellement sa propre faction, les nouvelles d'un crime ne se propagent pas de ville en ville. Les factions peuvent diverger tant dans leur taille que dans leurs limites et peuvent ne pas être limitées à une seule zone. Le système de karma influe aussi sur la façon dont T-DOG parle du joueur à la radio.

### Bestiaire
Les Terres Désolées de Washington sont occupées par un grand nombre de créatures, pour la plupart héritées des deux précédents volets (Fallout et Fallout 2). La majorité des créatures rencontrées dans le jeu sont hostiles, et les interactions avec celles-ci sont inexistantes. L'appellation « créatures » englobe à la fois des humanoïdes (super-mutants, goules sauvages, etc.) et des non-humanoïdes (fangeux, yao-guai, rataupes, etc.).

## Développement

### Prototype d'Interplay Entertainment
Après avoir développé Fallout et sa première suite, Black Isle Studios s'attelle à Fallout 3 sous le nom de code Van Buren. Cependant, la maison mère Interplay fait faillite et ferme Black Isle avant que le jeu ne soit terminé. Les droits de développement de Fallout 3 sont alors vendus au studio Bethesda Softworks, essentiellement connu pour sa série des Elder Scrolls, pour la somme minimum garantie de 1 175 000 $. Bethesda déclare vouloir développer Fallout 3 de A à Z et ne reprend aucun élément du projet Van Buren (moteur, scénario ou consultant).
Leonard Boyarsky, directeur artistique du Fallout original, déclare à propos de la vente des droits à Bethesda Softworks : « pour être tout à fait honnête, j'étais extrêmement déçu que nous n'ayons pas eu la chance de réaliser le prochain jeu Fallout. Cela n'a rien à voir avec Bethesda, c'est simplement que nous avions toujours l'impression que Fallout était à nous et que c'était pour des questions techniques qu'il appartenait à Interplay. C'est comme si notre enfant avait été vendu au plus offrant, et nous ne pouvions qu'être là et regarder. Puisque je n'ai aucune idée de leurs plans, je n'ai pas la possibilité de dire si je pense qu'ils vont dans la bonne direction ou pas. »
En mai 2007, une version de démonstration technologique du projet annulé est rendue disponible au public. On notera qu'à la fermeture de Black Isle, la plupart des développeurs des Fallout originels se regroupèrent dans le studio Troika, qui ferma finalement ses portes en 2005, après trois jeux et la démo d'un moteur pour un clone de Fallout.

### Version de Bethesda Softworks
Connu pour sa licence The Elder Scrolls, Bethesda Softworks déclare être en train de travailler sur Fallout 3 en juillet 2004. Supervisé par Todd Howard, l'essentiel du développement ne commence pas avant l'achèvement de Oblivion et de ses extensions et plugins,. Bethesda Softworks décide de faire un Fallout 3 similaire aux deux jeux précédents, se concentrant sur un gameplay non linéaire, une bonne histoire et de l'humour noir. Bethesda choisit également de réserver le jeu aux adultes et d'inclure le même genre de thèmes adultes, violents et de dépravation caractéristiques de la série Fallout. Ils choisissent cependant de s'écarter des jeux précédents en supprimant les gags auto-référencés qui, selon eux, « brisaient l'illusion de réalité du monde de Fallout ».
Ce troisième opus utilise une version du même moteur Gamebryo qu'Oblivion, et est développé par l'équipe responsable de ce dernier jeu,. Néanmoins, le moteur a été optimisé afin de convenir à un plus large panel de machines, tant PC que consoles.
Annoncé pour 2007, après plusieurs reports, Bethesda Softworks participe au salon E3 2008 et dévoile la première version de démonstration pour la Xbox 360. La date finale de sortie est fixée à fin octobre 2008.
Une des quêtes de la ville de Megaton (faire sauter la bombe atomique située au milieu de la ville) a été retirée de la version japonaise, pour éviter de faire le lien avec les bombes lancées sur Hiroshima et Nagasaki en 1945.[réf. nécessaire]

### Audio
| Liam Neeson (à gauche), interprète de James, Malcolm McDowell (au milieu), interprète du président John Henry Eden et Odette Annable (à droite), interprète d'Amata Almodovar. |  | Liam Neeson (à gauche), interprète de James, Malcolm McDowell (au milieu), interprète du président John Henry Eden et Odette Annable (à droite), interprète d'Amata Almodovar. |  | Liam Neeson (à gauche), interprète de James, Malcolm McDowell (au milieu), interprète du président John Henry Eden et Odette Annable (à droite), interprète d'Amata Almodovar. |
| Liam Neeson (à gauche), interprète de James, Malcolm McDowell (au milieu), interprète du président John Henry Eden et Odette Annable (à droite), interprète d'Amata Almodovar. |  | |  | |

En mai 2007, Liam Neeson est annoncé dans le rôle de James, le père du protagoniste. Malcolm McDowell interprète quant à lui John Henry Eden, le président de l'Enclave. Lev Chapelsky, manager général de Blindlight (en), a déclaré au magazine Edge que Bill Clinton avait été approché pour interpréter le personnage. Bethesda déclare pas la suite que l'idée de recruter l'ancien président des États-Unis ne vient pas d'eux. Odette Annable prête sa voix à Amata Almodovar, une résidente de l'Abri 101 et amie du « Vagabond Solitaire ».
Ron Perlman reprend une nouvelle fois le rôle du narrateur qu'il interprète depuis le premier jeu. Erik Dellums prête sa voix à l'animateur de radio Three Dog. Interprète de nombreux personnages du jeu Oblivion, Wes Johnson (en) prête ici sa voix à M. Burke et aux Supers Mutants, dont Fawkes.
Le reste de la distribution comprend également et entre autres, Heather Marie Marsden dans le rôle de Sarah Lyons, William H. Bassett (en) dans celui d'Owyn Lyons, Jennifer Massey dans celui du Dr Madison Li ainsi que Mike Rosson pour interpréter toutes les goules mâles.

## Extensions
Il existe plusieurs extensions (ou contenus téléchargeables) du jeu. Elles sont disponibles via téléchargement ou récemment[Quand ?] sur DVD (deux packs séparés regroupant les quatre premières extensions). Une édition « Jeu de l'année » qui contient Fallout 3 et ces cinq extensions sort en octobre 2009.

### Operation: Anchorage
C'est la première extension sortie pour Fallout 3. Elle prend place pendant la Grande Guerre.
Les événements se passent à Anchorage. Le but de ce scénario est de revivre la célèbre bataille d'Anchorage qui est en fait l'invasion de l'Alaska par la Chine ; ces évènements se produisent en l'an 2076 au mois de juin et se terminent quand les derniers soldats chinois sont repoussés d'Alaska en janvier 2077.

### The Pitt

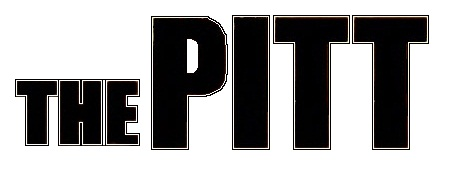

Cette extension commence par un message radio envoyé par un esclave en fuite. Cet esclave apprend au vagabond solitaire qu'il vit à Pittsburgh (rebaptisée La Fosse, de l'anglais The Pitt). Là bas, les habitants sont divisés en deux groupes. Les esclavagistes et les esclaves. Le vagabond solitaire se doit de libérer les esclaves de leur sort, ou au contraire d'intégrer les rangs des esclavagistes (une population organisée de raiders).
Cette extension apporte entre autres, de nouvelles armes et armures.

### Broken Steel

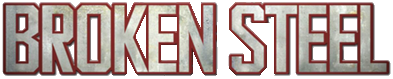

Broken Steel est la suite du scénario de Fallout 3. Le vagabond solitaire a survécu à son sacrifice dans le projet « pureté » et se réveille deux semaines plus tard à la citadelle. Maintenant, la Confrérie de l'acier doit éradiquer la menace que représente l'enclave une fois pour toutes. Broken Steel est la première extension sortie sur PlayStation Network le 24 septembre 2009.
En plus d'apporter de nouvelles armes et armures, elle agrandit la carte de Fallout 3, en y ajoutant des zones supplémentaires. Le niveau maximal d'expérience accessible au joueur est relevé à 30.

### Point Lookout

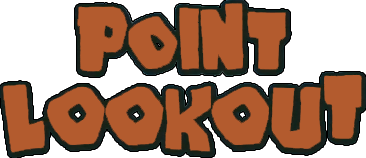

Point Lookout apporte au monde de Fallout un bateau, qui pour une poignée de capsules, emporte le personnage à la « ville » de Point Lookout (Maryland) et ses marécages, où vivent goules et humains (dont des mutants). Cette extension apporte les fruits Punga, qui ont la particularité de faire baisser le taux de radiations, ainsi que de nouvelles armes (carabine à levier, fusil de chasse, hache, pelle, etc.), vêtements et divers objets. Mais un mutant rare erre dans les marais, et il est extrêmement dangereux…

### Mothership Zeta

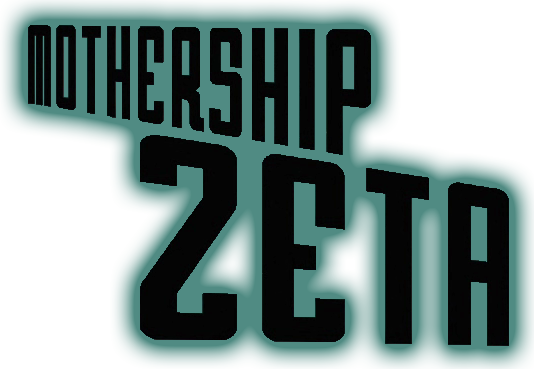

L'extension démarre à la réception d'un message radio, qui mène tout droit à un engin écrasé, le vagabond est alors téléporté sur un vaisseau extra-terrestre inconnu et va subir toute sorte de tests avant de s'enfuir avec quelques compagnons enlevés eux aussi.

## Accueil

### Critiques
Le jeu reçoit des critiques favorables, particulièrement en ce qui concerne son gameplay à multiples fins et son système de nivellement flexible[réf. souhaitée]. Les critiques soulèvent toutefois quelques faiblesses dont, notamment, le peu de précision dans les combats en temps réel — qui est en fait un choix de développement car les statistiques du personnages sont censées influer sur sa précision, contrairement à un FPS — et la variété réduite des types d'ennemis.
La plupart des joueurs ayant apprécié les deux premiers opus regrettent le monde très répétitif de Fallout 3, l'abandon de toute profondeur, en particulier au niveau des dialogues et, de façon générale, le passage du style jeu de rôle à « action-RPG » (qui amène un aspect beaucoup plus répétitif — « farming » — aux dépens d'un scénario ou de dialogues intéressants).[réf. souhaitée] Les ressemblances trop nombreuses à Oblivion sont reprochées, de même qu'un adoucissement de la violence et du second degré cynique par rapport aux opus originaux.

### Ventes
Bethesda Softworks annonce 4,7 millions d'exemplaires vendus, toutes plateformes confondues, ce qui surpasse les ventes des deux premiers volets cumulés.

### Projet de remastérisation
En 2023, une fuite de documents internes à Microsoft et datant de quelques années révèle que le groupe ZeniMax Media, dont les studios de Bethesda faisaient partie, prévoyait de sortir une version remasterisée du jeu en 2023 ou 2024.

### Postérité
Le groupe de métal post-apocalyptique Last Territory s'inspire de la quête de la sortie du Bunker pour sa chanson Surface[réf. nécessaire].